# Véronique Silver
Véronique Silver (Amiens, 2 de setembro de 1931 - 24 de julho de 2010) foi uma atriz francesa.